# Вейгар Палл Гуннарссон
Вейгар Палл Гуннарссон (исл. Veigar Páll Gunnarsson, родился 21 марта 1980) — исландский футболист, фланговый полузащитник (вингер) команды «Викингур», выступающий там на правах аренды. В 2011 году стал фигурантом скандального дела по переходу из «Стабека» в «Волеренгу», по итогам которого оба норвежских клуба за введение в заблуждение были оштрафованы на сумму в 500 тысяч и 350 тысяч норвежских крон соответственно, а двое человек были арестованы полицией.

## Клубная карьера

### Ранние годы
Дебют Вейгара Палла состоялся в 1996 году в команде «Стьярнан», где он сыграл одну игру, выйдя на замену. Позже он стал одним из забивающих игроков, чем привлёк внимание зарубежных клубов. В Норвегии он начинал играть за «Стрёмсгодсет», однако не закрепился в команде и ушёл в «Рейкьявик», где завоевал популярность фанатов — он был ключевым игроком состава, выигравшего чемпионат в 2002 и 2003 годах. В сентябре 2003 года его пригласил на просмотр английский «Болтон Уондерерс»

### Стабек
В 2004 году Вейгар перешёл в норвежский «Стабек», который год назад стал бронзовым призёром чемпионата Норвегии, но в 2004 году вылетел из Типпелиги. В 2005 году Ян Йонссон, новый тренер клуба, подписал Даниеля Наннскуга и тем самым помог Вейгару раскрыть талант. Вместе с Наннскугом Вейгар составил один из самых результативных атакующих дуэтов чемпионата страны. В 2006 году Наннскуг забил 19 мячей в Типпелиге, а Вейгар — 18. В 2007 году «Стабек» стал серебряным призёром чемпионата страны: Вейгар стал первым по числу голевых передач (17) и четвёртым по числу забитых мячей (15).
В 2008 году «Стабек» наконец-то выиграл чемпионат, а Вейгар с 14 голевыми передачами стал лидером в своей категории, забив ещё 10 мячей. В декабре 2008 года Вейгар стал игроком «Нанси» из французской Лиги 1, но провёл всего 5 матчей в чемпионате. 30 ноября 2009 года «Стабек» сообщил, что Вейгар вернулся в команду — тот заявил, что во Франции его карьера была попросту разрушена, и он задумался о возвращении. Команда участвовала в Лиге Европы УЕФА 2010/2011, однако проиграла могилёвскому «Днепру» во втором раунде и выбыла из борьбы.

### Волеренга
30 июля 2011 года «Стабек» и «Волеренга» завершили переговоры по трансферу Вейгара в шведский клуб. Они обернулись скандалом: «Волеренга» выкупила игрока за 1 миллион норвежских крон, в то время как «Русенборг» предлагал 5 миллионов крон, но к тому же ещё и приобрела за 4 миллиона 16-летнего Германа Стенгеля. «Нанси» рассчитывал выручить от продажи игрока ту же сумму в 5 миллионов крон, поскольку ещё в 2009 году договорился со «Стабеком» о получении половины суммы. Скандал привёл к тому, что оба клуба были оштрафованы, а несколько человек осуждены, но позже со всех сторон сняли обвинения. За «Волеренгу» Вейгар играл до 2013 года.

### Стьярнан
В 2013 году Вейгар вернулся в «Стьярнан», подписав контракт с клубом на 4 года. 4 октября 2014 года в решающем матче чемпионата Исландии против клуба «ФХ», который проходил в гостях на стадионе «Каплакрики», Вейгар был удалён с поля на 60-й минуте, когда его команда вела 1:0. Через пять минут клуб пропустил, но в концовке встречи сенсационно вырвал победу с пенальти и завоевал первый в своей истории титул чемпиона Исландии.

## Карьера в сборной
В январе 2001 года Вейгар Палл Гуннарссон дебютировал в матче за сборную Исландии против Уругвая на Суперкубке Тысячелетия в Индии. Он сыграл 33 матча за сборную и забил 6 голов, завершив карьеру в 2011 году.

## Статистика
| Сезон            | Клуб             | Турнир                   | Чемпионат | Чемпионат | Кубок | Кубок | Кубок лиги | Кубок лиги | Еврокубки | Еврокубки | Итого | Итого |
| Сезон            | Клуб             | Турнир                   | Игры      | Голы      | Игры  | Голы  | Игры       | Голы       | Игры      | Голы      | Игры  | Голы  |
| ---------------- | ---------------- | ------------------------ | --------- | --------- | ----- | ----- | ---------- | ---------- | --------- | --------- | ----- | ----- |
| 1996             | Стьярнан         | Урвальсдейльд            | 1         | 0         | –     | –     | –          | –          | –         | –         | 1     | 0     |
| 1997             | Стьярнан         | Урвальсдейльд            | 11        | 0         | –     | –     | –          | –          | –         | –         | 11    | 0     |
| 1998             | Стьярнан         | Первая лига Исландии     | 14        | 4         | –     | –     | –          | –          | –         | –         | 14    | 4     |
| 1999             | Стьярнан         | Первая лига Исландии     | 17        | 7         | –     | –     | –          | –          | –         | –         | 17    | 7     |
| 2000             | Стьярнан         | Урвальсдейльд            | 16        | 3         | –     | –     | –          | –          | –         | –         | 16    | 3     |
| 2001             | Стрёмсгодсет     | Типпелига                | 15        | 2         | 2     | 1     | –          | –          | 0         | 0         | 17    | 3     |
| 2002             | Рейкьявик        | Урвальсдейльд            | 17        | 7         | –     | –     | –          | –          | –         | –         | 17    | 7     |
| 2003             | Рейкьявик        | Урвальсдейльд            | 13        | 7         | –     | –     | –          | –          | –         | –         | 13    | 7     |
| 2004             | Стабек           | Типпелига                | 16        | 2         | 4     | 2     | –          | –          | 2         | 1         | 22    | 5     |
| 2005             | Стабек           | Первый дивизион Норвегии | 28        | 13        | 5     | 4     | –          | –          | 0         | 0         | 33    | 17    |
| 2006             | Стабек           | Типпелига                | 25        | 18        | 3     | 2     | –          | –          | 0         | 0         | 28    | 20    |
| 2007             | Стабек           | Типпелига                | 25        | 15        | 5     | 4     | –          | –          | 0         | 0         | 30    | 19    |
| 2008             | Стабек           | Типпелига                | 26        | 12        | 7     | 7     | –          | –          | 2         | 0         | 35    | 19    |
| 2008/2009        | Нанси            | Лига 1                   | 5         | 0         | 0     | 0     | 1          | 0          | 0         | 0         | 6     | 0     |
| 2010             | Стабек           | Типпелига                | 24        | 10        | 2     | 2     | –          | –          | 0         | 0         | 26    | 12    |
| 2011             | Стабек           | Типпелига                | 16        | 9         | 3     | 0     | –          | –          | 0         | 0         | 19    | 9     |
| 2011             | Волеренга        | Типпелига                | 13        | 3         | 0     | 0     | –          | –          | 0         | 0         | 13    | 3     |
| 2012             | Волеренга        | Типпелига                | 7         | 0         | 3     | 0     | –          | –          | 0         | 0         | 10    | 0     |
| 2012             | Стабек           | Типпелига                | 10        | 2         | 0     | 0     | –          | –          | 0         | 0         | 10    | 2     |
| 2013             | Стьярнан         | Урвальсдейльд            | 19        | 4         | 4     | 2     | –          | –          | –         | –         | 23    | 6     |
| 2014             | Стьярнан         | Урвальсдейльд            | 17        | 6         | 2     | 0     | –          | –          | –         | –         | 19    | 6     |
| 2015             | Стьярнан         | Урвальсдейльд            | 17        | 1         | 2     | 0     | –          | –          | –         | –         | 19    | 1     |
| 2016             | Стьярнан         | Урвальсдейльд            | 17        | 5         | 2     | 0     | –          | –          | –         | –         | 19    | 5     |
| 2017             | Хафнарфьордур    | Урвальсдейльд            | 5         | 0         | 1     | 0     | –          | –          | 0         | 0         | 6     | 0     |
| Итого за карьеру | Итого за карьеру | Итого за карьеру         | 374       | 130       | 45    | 24    | 1          | 0          | 4         | 1         | 424   | 155   |

## Достижения
- Чемпион Исландии: 2002, 2003 (оба — «Рейкьявик»), 2014 («Стьярнан»)
- Чемпион Норвегии: 2008 («Стабек»)
- Чемпион Первого дивизиона Норвегии: 2005 («Стабек»)